# Mount Healthy Heights
Mount Healthy Heights és una concentració de població designada pel cens dels Estats Units a l'estat d'Ohio. Segons el cens del 2000 tenia 3.450 habitants.

## Demografia
Segons el cens del 2000, Mount Healthy Heights tenia 3.450 habitants, 1.281 habitatges, i 959 famílies. La densitat de població era de 1.729,9 habitants/km².
Dels 1.281 habitatges en un 38,5% hi vivien nens de menys de 18 anys, en un 53,6% hi vivien parelles casades, en un 15,8% dones solteres, i en un 25,1% no eren unitats familiars. En el 18,3% dels habitatges hi vivien persones soles el 3,5% de les quals corresponia a persones de 65 anys o més que vivien soles. El nombre mitjà de persones vivint en cada habitatge era de 2,69 i el nombre mitjà de persones que vivien en cada família era de 3,08.
Per edats la població es repartia de la següent manera: un 27,3% tenia menys de 18 anys, un 11,3% entre 18 i 24, un 33,7% entre 25 i 44, un 21,5% de 45 a 60 i un 6,2% 65 anys o més.
L'edat mediana era de 31 anys. Per cada 100 dones de 18 o més anys hi havia 91,5 homes.
La renda mediana per habitatge era de 45.245 $ i la renda mediana per família de 49.929 $. Els homes tenien una renda mediana de 32.750 $ mentre que les dones 25.101 $. La renda per capita de la població era de 20.726 $. Aproximadament el 2,5% de les famílies i el 4,2% de la població estaven per davall del llindar de pobresa.

## Poblacions més properes
El següent diagrama mostra les poblacions més properes.